# Abiathar Peak
Der Abiathar Peak ist ein Berg im Yellowstone-Nationalpark im US-Bundesstaat Wyoming. Sein Gipfel hat eine Höhe von 3331 m. Er befindet sich im nordöstlichen Teil des Parks, wenige Kilometer südwestlich des Ortes Cooke City, und ist Teil der Absaroka-Bergkette in den Rocky Mountains. Benannt wurde der Gipfel nach Charles Abiathar White, einem Geologen und Paläontologen, der an frühen Untersuchungen des Gebiets teilgenommen hatte.